# Imperial Valley
Das Imperial Valley ist ein Tal im Imperial County im Südosten Kaliforniens. Es beherbergt den städtischen Raum rund um den County Seat El Centro und liegt zwischen dem Saltonsee (Salton Sea) und der Grenze zu Mexiko.
Die Kultur der Region stellt eine Mischung aus amerikanischen und mexikanischen Elementen dar, was sich sowohl durch die Geschichte des Tals als auch durch seine Lage an der Staatsgrenze erklärt. Ökonomisch betrachtet stützt sich das Imperial Valley vor allem auf seine Landwirtschaft.
Ursprünglich hieß das heiße, trockene Tal Valley of the Dead. Seinen heutigen Namen verdankt das Tal der Imperial Land Company, einer Kolonisationsgesellschaft, die mit einer attraktiveren Bezeichnung Siedler anziehen wollte. Heute stellt das Imperial Valley als Imperial County auch eine eigene Verwaltungseinheit dar. Die beiden Begriffe werden von der Bevölkerung häufig synonym gebraucht, obwohl zum County offiziell auch andere Gebiete wie die Algodones-Dünen gehören.

## Geografie
Das Imperial Valley erstreckt sich auf einer Länge von 80 Kilometern vom Südende des Saltonsees bis zur Grenze zwischen den Vereinigten Staaten und Mexiko. Es ist ein Teil der Senke, die im nördlicheren Coachella Valley beginnt und sich bis zum Golf von Kalifornien ausdehnt. Fast das ganze Tal liegt unterhalb des Meeresspiegels; am Saltonsee beträgt die Höhe −72 Meter. Früher gehörte das Imperial Valley selbst zum Golf von Kalifornien, ehe es durch dammartige Ablagerungen des Colorado Rivers, die mit der Entstehung des Grand Canyon einhergingen, vom Meer getrennt wurde. Umgeben von Sanddünen und unbewachsenen Bergen, war das Tal bis ins Jahr 1901 unbewohnt. Die Böden waren aufgrund von natürlichen Überschwemmungen zwar fruchtbar, doch aufgrund Wassermangel nur spärlich bewachsen. Dann wurde 1901 der Imperial Canal fertiggestellt, welcher Wasser vom Colorado River über Mexiko ins Tal leitete, aber 1904 bereits verschlammt war, sodass neues Wasser ausblieb. 1905 kam es zu einer Überschwemmung, welche die Bewässerungskanäle zerstörte. Durch diesen Bruch floss der Colorado River ungelenkt in die Senke des Imperial Valley. Erst 1907 konnten Ingenieure den Colorado River wieder in sein ursprüngliches Flussbett lenken. Die Wassermassen dieser Jahre bildeten den Saltonsee, in den heute der New River mündet.
Begrenzt wird das Tal im Osten von den Chocolate Mountains, die es vom Colorado River trennen. Im Westen liegen die Laguna Mountains, in denen die nahezu in Richtung Nord-Süd verlaufende Grenze zwischen Imperial County und San Diego County verläuft. Im Süden endet das Tal an der Staatsgrenze zwischen Kalifornien und Baja California, Mexiko. Hinter der Grenze zum Riverside County im Norden schließt sich das Coachella Valley an. Es bildet zusammen mit dem Imperial Valley die Salton-Senke und das "Cahuilla Basin", benannt nach den hier lebenden Cahuilla-Indianern.

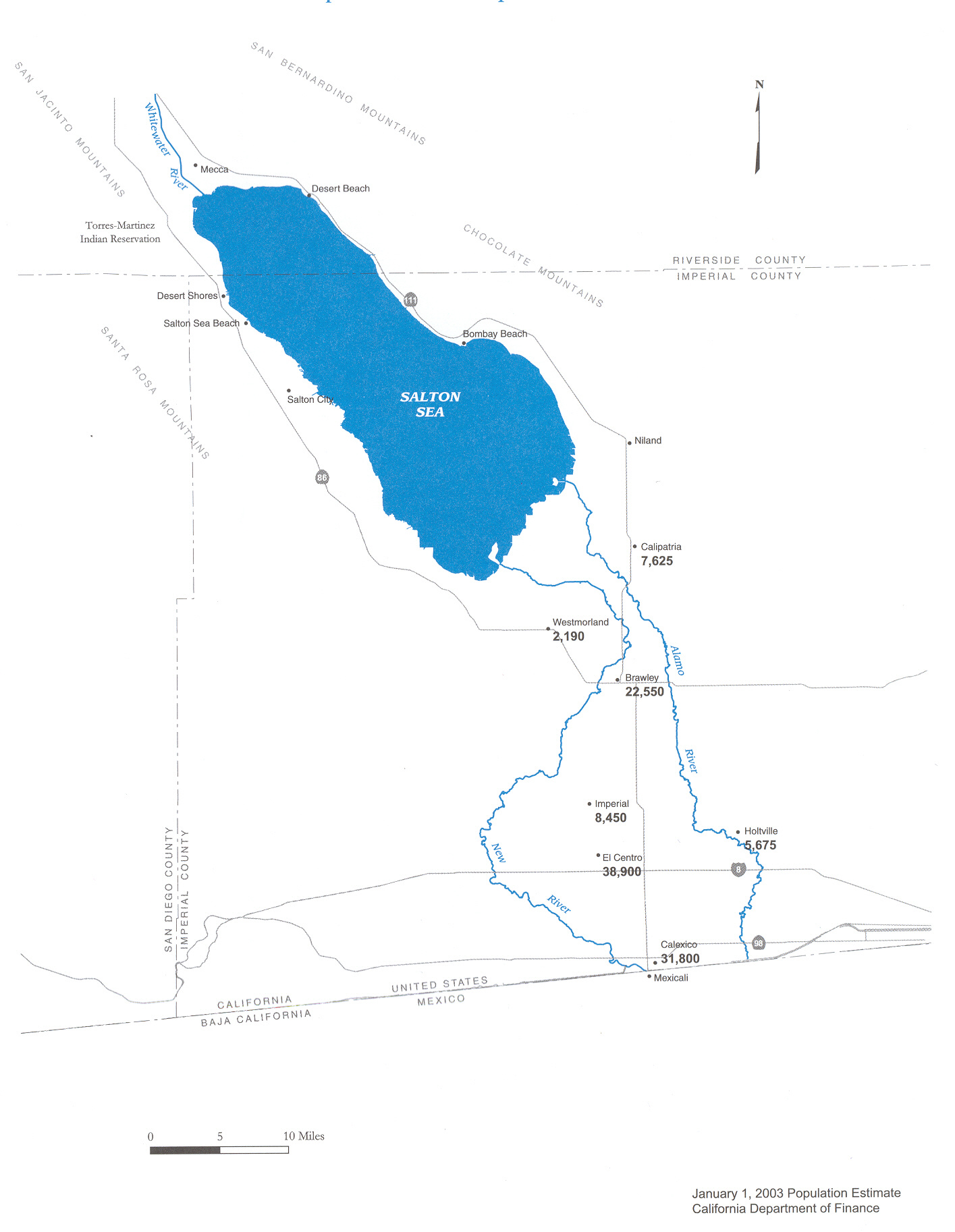
Karte mit den Städten des Tals

| Stadt       | Einwohnerzahl (2010) | Fläche     | Höhe  |
| ----------- | -------------------- | ---------- | ----- |
| Brawley     | 24.953               | 19,895 km² | −34 m |
| Calexico    | 38.572               | 21,733 km² | 1 m   |
| Calipatria  | 7.705                | 9,624 km²  | −50 m |
| El Centro   | 42.598               | 28,746 km² | −12 m |
| Holtville   | 5.939                | 2,986 km²  | −3 m  |
| Imperial    | 14.758               | 15,168 km² | −18 m |
| Westmorland | 2.225                | 1,529 km²  | −50 m |

### Klima
Da das Imperial Valley zur Colorado-Wüste gehört, ist das Klima arid mit sehr heißen Sommern und milden Wintern. Die durchschnittliche jährliche Höchsttemperatur beträgt 31,6  °C, die Tiefsttemperatur 13,8  °C. Im Sommer wird es in der Regel über 40  °C warm. Der durchschnittliche jährliche Niederschlag liegt bei sehr niedrigen 66,6 mm. Die höchste jemals im Hauptort El Centro gemessene Temperatur betrug genau 50  °C und wurde sowohl am 11. Juli 1934 als auch am 11. August 1940 gemessen. Am kältesten war es am 22. Januar 1937 mit −8.9  °C.
|                       | Jan  | Feb  | Mär  | Apr  | Mai  | Jun  | Jul  | Aug  | Sep  | Okt  | Nov  | Dez  |   |      |
| Mittl. Tagesmax. (°C) | 21,1 | 23,2 | 26,4 | 30,3 | 34,9 | 39,6 | 42,2 | 41,5 | 39,2 | 33,2 | 26,0 | 21,2 | ⌀ | 31,6 |
| Mittl. Tagesmin. (°C) | 4,5  | 6,5  | 8,9  | 11,8 | 15,7 | 19,7 | 24,3 | 24,6 | 21,0 | 14,8 | 8,3  | 4,6  | ⌀ | 13,8 |
|                       |      |      |      |      |      |      |      |      |      |      |      |      |   |      |
| Niederschlag (mm)     | 10,7 | 8,9  | 5,8  | 1,8  | 0,3  | 0,0  | 2,3  | 8,1  | 6,6  | 7,1  | 4,6  | 10,4 | Σ | 66,6 |

| 4,5 |

| 6,5 |

| 8,9 |

| 11,8 |

| 15,7 |

| 19,7 |

| 24,3 |

| 24,6 |

| 21,0 |

| 14,8 |

| 8,3 |

| 4,6 |

| 4,5 |

| 6,5 |

| 8,9 |

| 11,8 |

| 15,7 |

| 19,7 |

| 24,3 |

| 24,6 |

| 21,0 |

| 14,8 |

| 8,3 |

| 4,6 |

Das gesamte Imperial Valley ist aufgrund seiner Rolle für den Vogelzug als Important Bird Area von globaler Bedeutung ausgewiesen. Das Gebiet ist eines der wichtigsten Winterquartiere Nordamerikas für Limikolen. Insbesondere überwintern rund 30–40 % der globalen Population des Bergregenpfeifers (Charadrius montanus) im Imperial Valley. Aber die Wüstenanteile des Tals sind auch der Lebensraum von etwa 70 % aller Kaninchenkäuze in Kalifornien. Verschiedene Reiherarten leben ganzjährig im Gebiet.

## Politik
Das Imperial Valley gehört komplett zum 40. Distrikt im Senat von Kalifornien, der momentan vom Demokraten Ben Hueso vertreten wird. In der California State Assembly ist das Tal dem 56. Distrikt zugeteilt und wird somit vom Demokraten V. Manuel Pérez repräsentiert. Auf Bundesebene gehört das Imperial Valley Kaliforniens 51. Kongresswahlbezirk an, der einen Cook Partisan Voting Index von D+16 hat und vom Demokraten Juan Vargas vertreten wird.

## Wirtschaft und Infrastruktur

### Nutzung
Das Tal weist von West nach Ost drei sehr unterschiedliche Regionen und Nutzungen auf. Im Westen liegt die Anza-Borrego-Wüste, die als Anza-Borrego Desert State Park unter Naturschutz steht. Das Schutzgebiet hat wirtschaftliche Bedeutung durch naturverträgliche Formen des Tourismus.
Im Zentrum der Senke, am New River liegen die Siedlungsgebiete und großflächige Landwirtschaft. Sie wird vollständig durch künstliche Bewässerung ermöglicht, die durch den 1991 gegründeten Imperial Irrigation District  organisiert wird. Das Wasser stammt aus dem Colorado River und wird am Imperial Dam nahe Yuma in den All-American Canal abgeleitet. Angebaut werden vorwiegend Obst und Gemüse, Baumwolle und Alfalfa. Düngemittel und andere Stoffe laufen aus den Anbaugebieten in den abflusslosen Saltonsee ab, wo sie sich konzentrieren. Daraus ergeben sich erhebliche Umweltprobleme, die die touristische Nutzung des Sees nicht mehr zulassen und für die keine Lösungen erkennbar sind. Hier wird der Abbau von Lithium geplant.
Im Osten liegen die Algodones-Dünen, deren Nordteil ein strenges Naturschutzgebiet vom Typ eines Wilderness Areas ist. Der Süden wird intensiv zu Freizeitzwecken genutzt. Insbesondere werden die Sanddünen mit Quads, Dünenbuggies und Geländemotorrädern befahren.

### Verkehr
Die Interstate 8 durchquert das Tal im Süden. Weitere Fernverkehrsstraßen sind die California State Routes 7, 78, 86, 98, 111 und 115.
Im Imperial Valley liegen die Flughäfen Imperial County Airport und Calexico International Airport. Der nächste Großflughafen ist der San Diego International Airport.